# Rossby-golf
Rossby-golven, planetaire golven of lange golven zijn grootschalige bewegingen in hetzij oceanen, hetzij in de atmosfeer die ontstaan ten gevolge van het natuurlijk herstel van het Corioliseffect, een effect waarvan de sterkte afhankelijk is van de breedtegraad. De golven zijn in 1939 ontdekt door en sindsdien genoemd naar Carl-Gustaf Rossby.

## Oceanografie
Karakteristiek voor Rossby-golven is de fasesnelheid van de golftoppen, die immer een westwaartse component hebben. Dit wordt veroorzaakt door de draaiing van de Aarde. De groepssnelheid van de golf kan echter in elke richting georiënteerd zijn. Algemeen gesproken hebben golven met een kleinere golflengte een oostwaartse groepssnelheid en langere golven juist een westwaartse groepssnelheid.
Er wordt onderscheid gemaakt tussen barotropische en baroklinische golven, waarbij de eerste niet veel veranderen in de verticale richting en de langzamere baroklinische golven een snelheid van slechts een paar centimeter per seconde hebben.

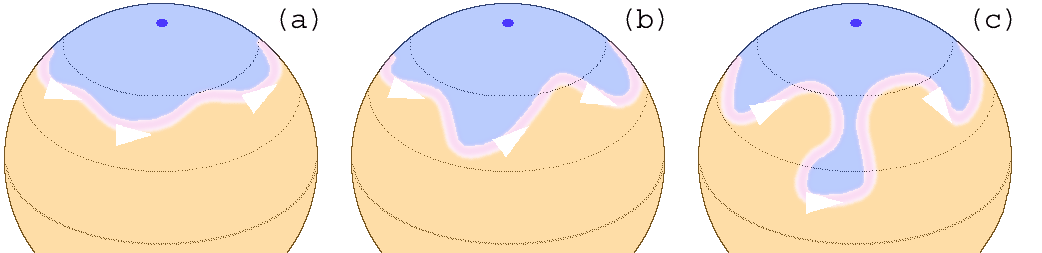
Rossby-golven op het noordelijk halfrond. De witte pijlen geven de stroomrichting aan. (a) en (b) zijn situaties van opbouwende Rossby-golven en bij (c) heeft een koudeput zich afgescheiden. Blauw is relatief koude en oranje is relatief warme lucht.

## Meteorologie
De Rossby-golf is een atmosferische golf die makkelijk te herkennen is als grootschalige meander van de straalstroom. Als de cirkelingen erg duidelijk worden, zorgen ze voor het scheiden van koude en warme luchtmassa's, waaruit cyclonen en anticyclonen ontstaan.
De snelheid van de golf is gegeven door:
{\displaystyle c=u-{\frac {\beta }{k^{2}}}}
Met c de golfsnelheid, u de gemiddelde westwaarts gerichte stroming, {\displaystyle \beta } de Rossby-parameter en k het golfgetal ({\displaystyle {\frac {2\pi }{\lambda }}}).